# 辛寨子站
辛寨子站位于辽宁省大连市甘井子区，是大连地铁2号线的一个车站，于2018年6月28日随二号线一期后通段启用，曾为2号线的北端终点站，但在2号线剩余段开通后被大连北站取代，变为中途车站。

## 位置
辛寨子站主体结构位于甘井子区张前路与松江路交汇口西侧，沿张前路布置，设置3个出入口。

## 结构
辛寨子站为岛式站台地下站。
| B1 | 站厅层             | 站厅、自动售票机                    |
| B2 | 轨道               | ← █ 2号线列车往前革（大连北站方向） |
| B2 | 岛式站台，开左边门 |                                     |
| B2 | 轨道               | █ 2号线列车往机场（海之韵方向）→    |

## 出入口
辛寨子站目前共设有三个出入口，其中A及B出入口位于张前路西侧，C1出入口位于张前路东侧并设置无障碍电梯。
| 出口编号     | 出口指示 | 建议前往的目的地                     |
| ------------ | -------- | ------------------------------------ |
| 出口 · A     |          | 张前路西侧、大辛寨子村、万科城市之光 |
| 出口 · B     |          | 紧急疏散专用出口，不提供日常使用     |
| 出口 · C · 1 |          | 张前路东侧、松江路、美林小学、榆林街 |

## 附近公交线路
- - 716、1102、1106、1201路公交车。

- - 510、1117路公交车。